# 치환행렬
치환행렬(permutation matrix) 은 순서가 부여된 임의의 행렬을 의도된 다른 순서로 뒤섞는 연산 행렬이다.
일반적으로 치환행렬은 단위행렬로부터 얻을수있는 이진 행렬이다.
반대각행렬은 치환행렬의 특수한 경우이다.

## 예
치환행렬 {\displaystyle P}는 임의의 행렬 {\displaystyle A}에 대해서 {\displaystyle P\cdot A}의 연산을 통해서 {\displaystyle A} 행렬의 행 또는 열의 순서를 재배열하게 된다.

### 행의 재배열
{\displaystyle 3\times 3} 단위 행렬{\displaystyle I}로부터,
{\displaystyle P=I={\begin{bmatrix}1&0&0\\0&1&0\\0&0&1\end{bmatrix}}}를 배열하고,
단위 행렬의 {\displaystyle 1} 행과{\displaystyle 3}행을 재배열하면,
{\displaystyle I^{a}={\begin{bmatrix}0&0&1\\0&1&0\\1&0&0\end{bmatrix}}}
임의의 행렬{\displaystyle A}에 대해서,
{\displaystyle A={\begin{bmatrix}a&b&c\\d&e&f\\g&h&i\end{bmatrix}}}에 대해,
{\displaystyle I^{a}A={\begin{bmatrix}g&h&i\\d&e&f\\a&b&c\end{bmatrix}}}

### 열의 재배열
{\displaystyle 3\times 3} 단위 행렬{\displaystyle I}로부터,
{\displaystyle P=I={\begin{bmatrix}1&0&0\\0&1&0\\0&0&1\end{bmatrix}}}를 배열하고,
단위 행렬의 {\displaystyle 1} 행과{\displaystyle 3}행을 재배열하고,
{\displaystyle I^{a}={\begin{bmatrix}0&0&1\\0&1&0\\1&0&0\end{bmatrix}}}
임의의 행렬{\displaystyle A}에 대해서,
{\displaystyle A={\begin{bmatrix}a&b&c\\d&e&f\\g&h&i\end{bmatrix}}}에 대해,
{\displaystyle AI^{a}={\begin{bmatrix}c&b&a\\f&e&d\\i&h&g\end{bmatrix}}}

## 같이 보기
- LU 분해
- 피벗
- 전치행렬
- 순환행렬

## 참고
- 매스월드
- 정보통신기술용어해설
- 플래닛매스